# Большечерниговская волость
Большечерни́говская во́лость — историческая административно-территориальная единица Старобельского уезда Харьковской губернии с центром в слободе (ныне селе) Великая Черниговка.
По состоянию на 1885 год состояла из 3 поселений, 3 сельских общин. Население —  7 187 человек (3 560 мужского пола и 3 627 — женского), 829 дворовых хозяйств.
|                        | Площадь, десятин | В том числе пахотной, дес. |
| ---------------------- | ---------------- | -------------------------- |
| Сельских общин         | 14391            | 12328                      |
| Частной собственности  | —                | —                          |
| Казенной собственности | —                | —                          |
| Другой собственности   | 101              | 100                        |
| В целом                | 14492            | 12428                      |

Основные поселения волости по состоянию на 1885 год:
- Великая Черниговка (Верхние сотни) — бывшая государственная слобода при реке Ковсуг в 50 верстах от уездного города, 3 727 человек, 364 дворовых хозяйства, православная церковь, часовня, школа, почтовая станция, 2 лавки.
- Богдановка (Нижние Сотни, Нижняя Богдановка, Третья сотня) — бывшая государственная слобода при реке Ковсуг, 1188 человек, 276 дворовых хозяйств, часовня.
- Лашиновка (Лащиновка, Средние сотни) — бывшая государственная слобода при реке Ковсуг, 1 272 человека, 189 дворовых хозяйств, православная церковь, ежегодная ярмарка.

Крупнейшие поселения волости по состоянию на 1914 год:
- слобода Великая Черниговка — 4 798 жителей;
- слобода Лашиновка — 1 814 жителей;
- слобода Нижнебогдановка — 2 347 жителей;
- слобода Верхнебогдановка — 1 661 житель.

Старшиной волости был Гордом Трофимович Толмачев, волостным писарем — Павел Степанович Дудников, председателем волостного суда — Алексей Карпович Родионов.